# Lilla Bonsjaure
Lilla Bonsjaure är en sjö i Arvidsjaurs kommun i Lappland och ingår i Byskeälvens huvudavrinningsområde.